# Capela de Nossa Senhora das Neves (Funchal)
A Capela de Nossa Senhora das Neves, popularmente conhecida como Capela das Neves, é uma capela quinhentista dedicada a Nossa Senhora das Neves, localizada na freguesia de São Gonçalo, na cidade do Funchal, na Ilha da Madeira, Portugal. Apresenta alguns elementos do gótico despojado, estando desde 1994 classificada como Imóvel de Interesse Municipal. A capela é propriedade da Diocese do Funchal.

## História
Desconhece-se a data exata da construção desta capela. A toponímia de Santa Maria das Neves surge ainda no século XV, em posturas da Câmara Municipal do Funchal. Em 1510, Catarina Pires, viúva de João Afonso Mialheiro, faz capela dos seus bens em Nossa Senhora das Neves, com certas pensões, em seu sobrinho João Manuel, almoxarife da Alfândega do Funchal. Tendo seus bens sequestrados pela Fazenda Nacional por dívidas à Coroa, foi a Quinta das Neves arrematada por Lopo Machado de Góis, natural de Guimarães, entrando assim a propriedade nesta família.
Em 1566, a capela atual estava já construída, sendo sede de um curato. Ali foi instalada provisoriamente a sede da paróquia de Nossa Senhora das Neves, posteriormente conhecida como São Gonçalo, até a construção da igreja do padroeiro. No mesmo ano de 1566, em outubro, encontra-se associada ao ataque dos corsários franceses ao Funchal, sendo escolhida para local de reunião e acampamento das tropas que visavam retomar o controlo da cidade do Funchal, sob o comando do capitão António de Carvalhal.

### Morgadio das Neves
Bartolomeu Machado, filho de Lopo Machado, herda a propriedade, tendo morrido sem descendência a 31 de agosto de 1593, sepultado nesta capela. Por não ter herdeiros forçosos, manda buscar a Guimarães seu sobrinho João Machado de Miranda, nele fazendo morgado de todos seus bens. Sucedeu-lhe no morgadio seu filho Bartolomeu Machado de Miranda, morto a 22 de abril de 1650, e sepultado nesta capela. A este sucedeu seu filho mais velho João Machado de Miranda, morto a 25 de agosto de 1676, e igualmente ali sepultado. Não tendo este descendência legítima, sucedeu-lhe na casa seu irmão, o capitão José Machado de Miranda, morto sem descendentes em outubro de 1694. Herdou a casa a irmã destes, D. Madalena de Moura e Miranda, casada com o capitão Gaspar de Bettencourt e Sá, morgado da Água de Mel, entrando assim este morgadio na casa dos Bettencourts e Sá.
Em 1762, a administração do morgadio das Neves passa para D. Guiomar Madalena de Sá e Menezes Vilhena, bisneta de D. Madalena, nele sendo sucedida pelo seu sobrinho-neto, o primeiro Conde de Carvalhal.

### Atualidade
Em finais do século XIX, após a extinção dos morgadios, o comerciante inglês John Burden Blandy adquire os bens do segundo Conde de Carvalhal, sucessor da casa Bettencourt Sá Machado, passando a integrar a propriedade hoje conhecida como "Palheiro Ferreiro".
São então executadas importantes obras no edifício e envolvente da capela, nomeadamente o aumento da nave para oeste,  um pavimento em cimento e uma balaustrada, dividindo um pequeno estrado de betão. Data desta época o epitáfio que se encontra sobre o portal, onde se lê:
| “ | Restaurada/por/John B. B./1900 | ” |

Nessas obras, o alpendre que se erguia defronte da fachada principal foi retirado, sendo transferida a entrada principal para uma fachada lateral, situada a norte.
Em 1988, o imóvel foi alvo de obras de beneficiação e restauro, a cargo da Câmara Municipal do Funchal.
Em 1994, a capela foi classificada como património de Valor Cultural Local, pela Resolução do Presidente do Governo Regional n.º 977/94 datada de 19 de outubro, classificação entretanto transferida para Imóvel de Interesse Municipal, em 2001.
Na sacristia funcionou até ao final do século XX a Escola Oficial n.º 84, da responsabilidade da Câmara Municipal do Funchal.
A 29 de abril de 2016, foi palco de uma sessão do projeto da Direção Regional de Cultura, “Capelas ao Luar”, consistindo na criação de um programa gratuito de visitas guiadas a um conjunto de capelas da Ilha da Madeira, facilitando a acessibilidade ao património regional. Após um apontamento de música barroca executado pelo Conservatório - Escola Profissional das Artes da Madeira, teve lugar a visita guiada pela capela, a cargo da historiadora de arte Rita Rodrigues.

## Localização
À época da sua construção, a capela inseria-se num ambiente rural, integrada na Quintã das Neves, encontrando-se hoje inserida de forma não integrada no perímetro urbano da cidade do Funchal. Encontra-se isolada sobre uns rochedos, com o seu adro e arredores amurados a alvenaria de pedra basáltica rebocada. O acesso faz-se a norte, pelo adro, contíguo ao Caminho das Neves. A nordeste, subsiste ainda uma pequena casa coberta de colmo, sendo limitada pelo nascente, sul e poente por terrenos escalvados em ravina, do alto dos quais se desfruta uma excelente paisagem sobre a freguesia de São Gonçalo, e uma vista panorâmica sobre a cidade e baía do Funchal, da qual dista cinco quilómetros.

## Características
A capela apresenta planta retangular, composta por nave e capela-mor, com anexo retangular adossado a sul da cabeceira. Constitui um conjunto de volumes escalonados com coberturas diferenciadas, apresentando telhados de três águas na capela, e de quatro águas na sacristia, cobertos de telha romana com beiral. A cobertura da sacristia, inicialmente de telha romana, como no resto do imóvel, é atualmente em telha de marselha.
A fachada principal encontra-se virada a norte, desenvolvendo-se em face comprida, na qual se ergue a torre sineira, de estrutura retangular e coruchéu piramidal, e um portal em alvenaria rebocada em arco pleno. Esta fachada é cega, não apresentando qualquer abertura para além do portal. No alçado sul da nave abrem-se três frestas, e uma janela de guilhotina na capela-mor, correndo na sua longura um banco em alvenaria de basalto rebocado, terminando em ângulo, na parede da sacristia. A sacristia apresenta no alçado poente uma fresta, e no alçado sul uma porta e uma janela.
No interior da capela conserva-se ainda a fachada primitiva, com pórtico de arco quebrado em cantaria basáltica, ladeado no lado do Evangelho por uma fresta no mesmo tipo de cantaria, e no lado da Epístola por uma pia de água benta embebida na parede. No mesmo lado, a parede da capela ostenta um escudo esquartelado, com as armas dos Machados. A passagem para a capela-mor dá-se por arco triunfal de pleno centro, em cantaria basáltica.
A capela-mor apresenta retábulo maneirista de talha dourada e policromada, de composição simples, com frontão triangular encimado por dois putti, friso com cabeças de putti, e colunas com capitéis coríntios, e tendo na base pontas de diamante. Enquadra uma pintura sobre tábua atribuída a Fernão Gomes, alusiva à padroeira. A pintura representa a “Procissão de Nossa Senhora das Neves”, vendo-se a aparição da Virgem com o Menino, entre nuvens, e na parte inferior uma multidão de fiéis, entre a qual se encontram padres, bispos, cardeais e o próprio papa sob um rico pálio.
O lado da Epístola apresenta uma porta em cantaria, permitindo o acesso à sacristia, ladeada por uma pequena pia de água benta, também em cantaria basáltica, talhada em forma de vieira. O chão é lajeado em pedra.
Supõe-se que a pedra de armas que se encontra na parede do lado da Epístola tenha pertencido a um dos filhos do primeiro morgado das Neves, João Machado de Miranda, possivelmente Simão Machado ou Bartolomeu Machado. Trata-se de um escudo clássico esquartelado, primeiro e quarto de cinco machados em aspa, armas falantes dos Machados; o segundo e terceiro com uma águia estendida. Por diferença, uma flor-de-lis solta no chefe do primeiro quartel, aí colocada possivelmente devido ao seu lugar habitual já estar ocupado por uma figura das próprias armas.
A traça primitiva apresentava um alpendre na fachada principal, idêntico ao que ainda subsiste nas capelas de Santa Catarina e Nazaré, no Funchal, e da Graça em Machico, hoje desaparecido.
O adro é calcetado e amurado a alvenaria de pedra basáltica rebocada.